# Alisotrichia chihuahua
Alisotrichia chihuahua är en nattsländeart som beskrevs av Bueno-soria och Harris 1993. Alisotrichia chihuahua ingår i släktet Alisotrichia och familjen smånattsländor. Inga underarter finns listade i Catalogue of Life.